# رویدادهای تاریخ افغانستان: دوران محمدظاهرشاه
۸/۱۱/۱۹۳۳ محمد ظاهر پس از کشته‌شدن پدرش، محمد نادر سلطنت خود را شروع کرد.
- ۸/۱۱/۱۹۳۳ محمد هاشم به تشکیل کابینه موظف گردید.
- ۱۵/۱۲/۱۹۳۳ محکمه‌ای در کابل دایر شد و عبدالخالق، قاتل محمدنادر شاه را به همراه اعضای خانواده و چند دوستش به اعدام محکوم نمود.
- مارس ۱۹۳۴ سپردن انحصار تجارت خارجی به شرکت سهامی
- ۲۸/۹/۱۹۳۴ افغانستان به عضویت جامعه ملل درآمد.
- ۱۹۳۵ رفع اختلاف سرحدی با ایران با داوری ترکیه
- ۲۶/۳/۱۹۳۶ نخستین معاهده دوستی بین افغانستان و ایالات متحده آمریکا در لندن به امضا رسید.
- ۳/۳/۱۹۳۷ صدور فرمان محمدظاهر برای گسترش زبان پشتو
- ۷/۷/۱۹۳۷ پیمانی میان نمایندگان چهار کشور افغانستان ایران ترکیه و عراق به منظور استقرار صلح و امنیت در شرق نزدیک عدم تعرض تشدید روابط و همکاریهای متقابل در ذه ماده در قصر سعدآباد به امضا رسید.
- ۲۶/۱/۱۹۳۸ مسافرت سید باقر کاظمی وزیر خارجهٔ ایران به کابل و امضای قرارداد تقسیم آب هلمند
- آوریل-ژوئن ۱۹۳۸ تحریکات سعد شامی در سرحد وزیرستان علیه حکومت
- مه ۱۹۳۸ قراراد تفحص و استخراج نفت با شرکت آمریکایی
- اکتوبر ۱۹۳۸ مسافرت سکرتر خارجی هند بکابل
- ۶/۹/۱۹۳۹ محمدظاهرشاه بی‌طرفی افغانستان را در جنگ دوم جهانی اعلام نمود.
- اکتوبر ۱۹۳۹ شروع فعالیت کارخانه قندسازی بغلان
- ۹/۱۰/۱۹۴۱ درخواست سفارت بریتانیا برای اخراج اتباع کشورهای محور از افغانستان
- ۱۱/۱۰/۱۹۴۱ درخواست شوروی برای اخراج اتباع کشورهای محور از افغانستان
- ۱۹/۱۰/۱۹۴۱ بنابر درخواست متحدین در جنگ دوم جهانی حکومت افغانستان، اتباع آلمانی و ایتالیا را اخراج نمود.
- ۵–۶ نوامبر ۱۹۴۱ لویه جرگه در تأیید بیطرفی افغانستان
- ۲۷/۴/۱۹۴۲ تعیین اولین وزیر مختار آمریکا در کابل
- ۱۹۴۳ بکارافتادن کارخانه نساجی پل خمری
- ۲۹/۱/۱۹۴۶ بازداشت عبدالرحیم خان معاون صدارت و خلیل‌الله خلیلی
- ۹/۵/۱۹۴۶ محمدظاهر، عموی خود، محمودخان را به‌عنوان صدراعظم افغانستان تعیین کرد.
- ۱۶/۶/۱۹۴۶ معاهدهٔ سرحدی بر مبنای خط تالویگ بین افغانستان و شوروی
- ۹/۱۱/۱۹۴۶ افغانستان به عضویت سازمان ملل متحد درآمد.
- ۱۳/۶/۱۹۴۷ یادداشت افغانستان به بریتانیا راجع بسرحد
- ۲۶/۷/۱۹۴۷ رسیدن محمود خان به لندن
- ژوئن-اوت ۱۹۴۷ مسافرت محمود خان به آمریکا
- ۳۰/۹/۱۹۴۷ نمایندگان افغانستان در سازمان ملل متحد در برابر پذیرش پاکستان در آن سازمان رای مخالف دادند.
- آوریل ۱۹۴۸ انتخابات شهرداری در کابل
- ۱۹۴۸ امضای موافقتنامه رودخانهٔ کشک با شوروی
- مارج-آوریل ۱۹۴۹ انتخابات دوره هفتم شورای ملی
- مارس ۱۹۵۰ بازداشت محمداسماعیل بلخی، خواجه محمد نعیم و عده دیگر به اتهام توطئه علیه سلطنت
- ۴/۱/۱۹۵۰ امضای معاهدهٔ دوستی با هند
- ۱۳/۱/۱۹۵۰ به رسمیت شناختن نظام جمهوری مردم چین
- ۲۰/۴/۱۹۵۰ تظاهرات عظیم بخاطر مداخله غیرقانونی وزارت داخله در امور انتخابات در شهر کابل براه افتاد.
- ۱۴/۱۰/۱۹۵۰ ترمیم کابینه و تشکیل گروه‌های سیاسی
- ۱۹۵۱ تأسیس جراید آزاد انگار، ندای خلق و وطن وولس
- آوریل-مه ۱۹۵۱ مسافرت محمود خان به آمریکا
- آوریل ۱۹۵۲ انتخابات دوره هشتم شورای ملی و تظاهرات در کابل
- ۸/۵/۱۹۵۲ بازداشت عده‌ای از آزادیخواهان
- ۲۵/۲/۱۹۵۳ اتحاد شوروی به فعالیت کارشناسان ملل متحد در شمال کشور اعتراض نمود.
- ۶/۹/۱۹۵۳ استعفای محمود خان و آغاز صدارت محمد داود
- ۲۰/۹/۱۹۵۳ کابینه محمد داود اعلان گردید.
- ۲۶/۱۰/۱۹۵۳ وفات محمد هاشم خان
- نوامبر ۱۹۵۳ مسافرت ریچارد نیکسون، معاون رئیس‌جمهور آمریکا بکابل
- ۲۷/۱/۱۹۵۴ دریافت وام سه و نیم میلیون دالری دولت افغانستان از شوروی برای تعمیر سیلو
- ۱۷/۹/۱۹۵۴ مسافرت محمد نعیم برای مذاکره به کراچی
- ۱۹/۱/۱۹۵۵ برقراری مناسبات سیاسی با چین
- ۳۰/۳/۱۹۵۵ تظاهرات و تعرض بر سفارت پاکستان در کابل
- ۱/۴/۱۹۵۵ تظاهرات و تعرض بر قونسولگری افغانستان در پیشاور
- ۱۸/۴/۱۹۵۵ مسافرت محمد نعیم به باندونگ
- ۲۹/۴/۱۹۵۵ مسافرت جمال عبدالناصر زعیم مصر به کابل
- ۱/۵/۱۹۵۵ پاکستان از حکومت افغانستان خواست تا تمام قونسولگریهایش را در آن کشور مسدود کند.
- ۴/۵/۱۹۵۵ به‌دنبال خرابی اوضاع میان افغانستان و پاکستان، به اردوی ملی اعلام آماده‌باش داده شد.
- ۲۱/۶/۱۹۵۵ امضای موافقتنامهٔ ترانزیتی با شوروی
- ۱۴/۷/۱۹۵۵ افغانستان به عضویت بانک جهانی و صندوق جهانی پول درآمد.
- ۱۳/۹/۱۹۵۵ برافراشته شدن دوبارهٔ بیرق پاکستان در کابل
- ۲۰–۲۵ نوامبر ۱۹۵۵ لویه جرگه
- ۱۶–۱۸ دسامبر ۱۹۵۵ مسافرت بولگانین و خروشچف به کابل
- ۶/۳/۱۹۵۶ تأیید کنفرانس کشورهای جنوب شرق آسیا از موضع پاکستان در برابر افغانستان
- ۲۶–۳۰ ژوئن ۱۹۵۶ مسافرت عدنان مندرس صدراعظم ترکیه به افغانستان
- ۷–۱۱ اوت ۱۹۵۶ مسافرت سکندر میرزا رئیس‌جمهور پاکستان به افغانستان
- ۲۵/۸/۱۹۵۶ عقد موافقتنامهٔ خرید اسلحه با شوروی و چکسلواکیا
- ۱۷–۳۰ اکتوبر ۱۹۵۶ مسافرت سردار محمد داود به شوروی
- اکتوبر ۱۹۵۶ اعلان نخستین برنامه پنج‌ساله توسعه افغانستان
- ۲۴/۱۱/۱۹۵۶ مسافرت محمد داود به پاکستان
- ۱۹–۲۳ ژانویه ۱۹۵۷ مسافرت جوان لای صدراعظم جین به افغانستان
- ۸–۱۱ ژوئن ۱۹۵۷ مسافرت سهروردی صدراعظم پاکستان به افغانستان
- ۱۰/۷/۱۹۵۷ عزل و بازداشت عبدالملک عبدالرحیم زی وزیر مالیه
- ژوئن ۱۹۵۷ بازداشت یک عده از آزادیخواهان
- ۱۷–۳۱ ژوئن ۱۹۵۷ مسافرت محمد ظاهرشاه به شوروی
- ۲۲/۱۰/۱۹۵۷ مسافرت محمد داود به چین
- ۱۸/۱/۱۹۵۸ موافقتنامهٔ سرحدی با شوروی
- ۱–۵ فوریه ۱۹۵۸ سفر محمد ظاهرشاه به پاکستان
- ۱۱–۲۶ فوریه ۱۹۵۸ مسافرت محمد ظاهرشاه به هند
- ۱–۵ اکتوبر ۱۹۵۸ مسافرت وروشیلوف رئیس دولت شوروی به افغانستان
- ۲۸/۱۲/۱۹۵۸ مسافرت محمد نعیم وزیر خارجه به شوروی
- ۵–۱۳ فوریه ۱۹۵۹ مسافرت محمد داود به هند
- ۲۲–۲۴ مارس ۱۹۵۹ مسافرت همرشیولد سرمنشی ملل متحد بکابل
- ۱۸–۲۲ مه ۱۹۵۹ مسافرت محمد داود به شوروی
- ۳۱/۸/۱۹۵۹ رفع حجاب
- ۱۴/۹/۱۹۵۹ مسافرت جواهر لعل نهرو صدراعظم هند به افغانستان
- ۹/۱۲/۱۹۵۹ مسافرت آیزنهاور رئیس‌جمهور آمریکا بکابل
- ۱۷/۱۲/۱۹۵۹ مسافرت محمد داود به لندن
- ۲۱/۱۲/۱۹۵۹ بلوای قندهار
- ۱۰/۱/۱۹۶۰ مسافرت محمد نعیم وزیر خارجه به پاکستان
- ۲–۵ مارس ۱۹۶۰ مسافرت خروشچف صدراعظم شوروی بکابل
- ۱۷/۳/۱۹۶۰ مسافرت سردار محمد داود به ایران
- ۱۵/۴/۱۹۶۰ مسافرت سردار محمد داود به شوروی
- ۲۶/۴/۱۹۶۰ وفات امان‌الله شاه
- ۲۶/۸/۱۹۶۰ امضای معاهدهٔ دوستی و عدم تعرض با چین
- ۵/۴/۱۹۶۱ ملاقات محمد داود با خروشچف در مسکو
- ۳–۸ ژوئن ۱۹۶۱ مسافرت محمد داود به آلمان غربی
- ۲/۹/۱۹۶۱ شرکت محمد داود در کنفرانس کشورهای غیر منسک (جنبش کشورهای غیر متعهد) در بلگراد
- ۶/۹/۱۹۶۱ قطع روابط سیاسی با پاکستان
- ۶–۲۰ سپتامبر ۱۹۶۱ مسافرت محمد نعیم به شوروی
- ۱۱/۱۰/۱۹۶۱ ورود هیئت نظامی شوروی به افغانستان
- ۱۴/۴/۱۹۶۲ اعلان برنامه پنج‌ساله دوم توسعه افغانستان
- ۲۷–۳۱ ژوئن ۱۹۶۲ ورود محمد رضا پهلوی شاه ایران بکابل
- ۶–۱۵ اوت ۱۹۶۲ سفر محمد ظاهرشاه به شوروی
- ۵/۲/۱۹۶۳ افتتاح دانشکده طب (پزشکی) در ننگرهار
- ۳/۳/۱۹۶۳ محمد داود صدراعظم افغانستان استعفانامه اش را به شاه پیش (تقدیم) کرد.
- ۱۰/۳/۱۹۶۳ فرمان شاهی صادر شده و محمد داود از پست صدارت برطرف شد.
- ۱۳/۳/۱۹۶۳ داکتر محمد یوسف صدراعظم اعضای کابینه اش را اعلان کرد.
- ۲۸/۳/۱۹۶۳ تعیین کمسیون تسوید (تدوین) قانون اساسی جدید افغانستان
- ۲۸/۵/۱۹۶۳ اعلان از سرگرفتن مناسبات با پاکستان
- ۲۰/۷/۱۹۶۳ قونسل‌گری‌های افغانستان در کویته و پیشاور دوباره فعال شد.
- ۲–۱۹ سپتامبر ۱۹۶۳ مسافرت محمد ظاهرشاه به آمریکا
- ۱۲/۱۰/۱۹۶۳ لئونید برژنف صدر هیئت رئیسه شورای عالی اتحاد شوروی به کابل سفر کرده و سنگ تهداب (پایه‌ریزی) انستیتوت پولیتخنیک کابل را گذاشت.
- ۲/۱۲/۱۹۶۳ امضای معاهدهٔ سرحدی با چین
- ۲/۲/۱۹۶۴ مسافرت داکتر محمد یوسف به شوروی جهت تداوی
- ۲۹ فوریه-۱ مه ۱۹۶۴ کمسیون مشورتی قانون اساسی
- ۲۱/۳/۱۹۶۴ تقسیم اداری افغانستان به ۷ ولایت
- ۱/۷/۱۹۶۴ محمد ایوب خان رئیس‌جمهور پاکستان از کابل دیدار به عمل آورد.
- ۴/۸/۱۹۶۴ نشر مسوده (متن) قانون اساسی جدید
- ۱/۹/۱۹۶۴ افتتاح جاده سالنگ
- ۹/۹/۱۹۶۴ لویه جرگه بمنظور تصویب قانون اساسی جدید در کابل دایر گردید.
- ۱۹/۹/۱۹۶۴ اعضای لویه جرگه قانون اساسی جدید را تصویب کردند.
- ۱/۱۰/۱۹۶۴ توشیح قانون اساسی جدید
- ۲۹ اکتوبر-۱۲ نوامبر ۱۹۶۴ مسافرت محمد ظاهرشاه به چین
- ۱۸/۱۱/۱۹۶۴ کشف بقایای شهر یونانی باختر در آی خانم
- ۱۸–۲۸ فوریه ۱۹۶۵ مسافرت محمد یوسف به هند
- ۱۷–۲۳ آوریل ۱۹۶۵ برگزاری کنگره علمی زراعتی
- ۲۱–۳۰ آوریل ۱۹۶۵ مسافرت محمد یوسف به شوروی
- ۱۱/۵/۱۹۶۵ نشر قانون انتخابات
- ۱–۳ ژوئن ۱۹۶۵ مسافرت محمد ظاهرشاه به فرانسه
- ۳–۱۴ اوت ۱۹۶۵ مسافرت محمد ظاهرشاه به شوروی
- ۲۶/۸/۱۹۶۵ آغاز انتخابات ولسی جرگه (شوری یا مجلس نمایندگان)
- ۹/۹/۱۹۶۵ قانون مطبوعات به مرحله اجرا قرار گرفت.
- ۲۴/۹/۱۹۶۵ برگزاری انتخابات نمایندگان شورای ملی با ۲۱۶ عضو
- ۱/۱۰/۱۹۶۵ اعلان نتایج انتخابات شوری
- ۱۴/۱۰/۱۹۶۵ افتتاح شورای جدید
- ۲۴/۱۰/۱۹۶۵ محمد یوسف، صدراعظم به شورای ملی رفت تا برای حکومتش رای اعتماد بگیرد ولی تالار از طرف محصلین و متعلمین اشغال گردیده بود.
- ۲۵/۱۰/۱۹۶۵ پلیس بر تظاهرات محصلین و متعلمین در خارج تالار شورا تیراندازی کرد و در اثر آن یک تن کشته و چند تن زخمی شدند. (۳ عقرب)
- ۲۹/۱۰/۱۹۶۵ محمد یوسف از پست صدرات استفعا و بجای او هاشم میوندوال به حیث صدراعظم تعین شد.
- ۲/۱۱/۱۹۶۵ رای اعتماد شوری به کابینهٔ میوندوال
- ۴/۱۱/۱۹۶۵ سخنرانی میوندوال در پوهنتون (دانشگاه) کابل
- ۴/۱۲/۱۹۶۵ افغانستان به عضویت بانک آسیایی درآمد.
- ۴–۹ آوریل ۱۹۶۶ مسافرت لیوشاوچی رئیس دولت چین بکابل
- ۱۵ سپتامبر-۲۰ نوامبر ۱۹۶۶ مسافرت میوندوال به مصر و ترکیه
- ۲۸ ژانویه-۶ فوریه ۱۹۶۷ مسافرت محمد ظاهرشاه به هند
- ۷–۱۳ فوریه ۱۹۶۷ مسافرت محمد ظاهرشاه به پاکستان
- ۱۵–۱۹ مارج ۱۹۶۷ مسافرت کیزینگر رئیس‌جمهور آلمان غربی بکابل
- ۲۱/۳/۱۹۶۷ اعلان برنامه پنجساله سوم توسعه
- ۲۵/۳/۱۹۶۷ مسافرت میوندوال به آمریکا
- ۱۰–۱۵ آوریل ۱۹۶۷ مسافرت میوندوال به فرانسه
- ۱۰/۵/۱۹۶۷ امضای موافقتنامهٔ صدور گاز به شوروی
- ۳۱/۵/۱۹۶۷ مسوده قانون احزاب از طرف مجلس سنا تصویب شد.
- ۱۸/۶/۱۹۶۷ شرکت میوندوال در مذاکرات مجمع عمومی ملل متحد راجع به جنگ اعراب و اسرائیل
- ۱۱/۱۰/۱۹۶۷ محمد هاشم میوندوال از پست صدارت استفعا و بجای او عبدالله یفتلی مأمور گشت تا تعین صدراعظم جدید امور حکومت را اداره کند.
- ۱۵/۱۰/۱۹۶۷ افتتاح ستره محکمه (دادگاه عالی)
- ۱/۱۱/۱۹۶۷ نوراحمد اعتمادی به حیث صدراعظم افغانستان تعین شد.
- ۱۵/۱۱/۱۹۶۷ رای اعتماد شوری ملی به کابینهٔ اعتمادی
- ۷–۱۰ ژانویه ۱۹۶۸ مسافرت مارشال تیتو رهبر یوگسلاویا به افغانستان
- ۱۸/۲/۱۹۶۸ تعیین کمسیون اصلاحات اداری
- ۱–۴ مه ۱۹۶۸ مسافرت جودت سونای صدراعظم ترکیه به افغانستان
- ۷–۱۱ مه ۱۹۶۸ مسافرت پمپیدو صدراعظم فرانسه به افغانستان
- ۳–۱۳ ژوئن ۱۹۶۸ مسافرت محمد ظاهرشاه به شوروی
- ژوئن-سپتامبر ۱۹۶۸ مسافرت اعتمادی به فرانسه جهت معالجه
- ۲۸/۱۰/۱۹۶۸ مسافرت امیرعباس هویدا صدراعظم ایران به افغانستان
- ۵/۱۱/۱۹۶۸ مسافرت اعتمادی به شوروی
- آوریل ۱۹۶۹ مسافرت محمد ظاهرشاه به جاپان (ژاپن)
- سپتامبر ۱۹۶۹ انتخابات دورهٔ جهاردهم شوری
- ژوئن ۱۹۶۹ مسافرت ایندیرا گاندی صدراعظم هند به افغانستان
- ژانویه ۱۹۷۰ مسافرت اگنیو معاون ریاست جمهوری آمریکا به کابل و تظاهرات چپ‌گرایان علیه او
- آوریل-مه ۱۹۷۰ تحصن علمای دینی در مسجد پل خشتی
- ژوئن ۱۹۷۰ مسافرت ملک فیصل پادشاه عربستان سعودی به افغانستان
- ۱۶/۵/۱۹۷۱ نورمحمد اعتمادی از صدارت استفعا داد.
- ۸/۶/۱۹۷۱ داکتر عبدالظاهر به حیث صدراعظم افغانستان تعین گردید.
- ۶/۷/۱۹۷۱ رای اعتماد شوری به کابینهٔ عبدالظاهر
- دسامبر ۱۹۷۱ مسافرت محمد ظاهرشاه به انگلستان
- ژانویه ۱۹۷۲ مسافرت ذولفقار علی بوتو رئیس‌جمهور پاکستان به افغانستان
- مارس ۱۹۷۲ مسافرت عبدالظاهر به شوروی
- ۲۵/۹/۱۹۷۲ عبدالظاهر از صدارت استعفا داد.
- ۱۹۷۱–۱۹۷۲ کم‌آبی و قحطی
- ۷/۱۲/۱۹۷۲ محمد موسی شفیق وزیر خارجه افغانستان به حیث صدراعظم تعین شد. - رای اعتماد شوری به کابینهٔ او
- ۱۳/۳/۱۹۷۳ قراردادی میان افغانستان و ایران که بنام قرارداد آب هلمند یاد می‌شود در کابل به امضا رسید.
- ۲۱/۵/۱۹۷۳ مسافرت پادگورنی رئیس دولت شوروی بکابل
- ۲۲/۵/۱۹۷۳ تصویب قرارداد آب هلمند در ولسی جرگه (مجلس نمایندگان)
- ۳۰/۵/۱۹۷۳ تصویب قرارداد آب هلمند در مشرانو جرگه (مجلس سنا)
- ۲۵/۶/۱۹۷۳ مسافرت محمد ظاهرشاه به اروپا
- ۱۷/۷/۱۹۷۳ کودتای آرام محمد داود و اعلان جمهوری و پایان سلطنت در افغانستان